# Championnats du monde de marathon (canoë-kayak) 2012
Navigation
Édition précédente Édition suivante
Les championnats du monde de marathon en canoë-kayak 2012, vingtième édition des championnats du monde de marathon en canoë-kayak, ont lieu du 21 au 23 septembre 2012 à Rome, en Italie.

## Podiums

### Sénior

#### K1
| Rang               | Athlète          | Pays     | Temps           |
| ------------------ | ---------------- | -------- | --------------- |
| Médaille d'or      | Iván Alonso      | Espagne  | 2 h 11 min 43 s |
| Médaille d'argent  | José Ramalho     | Portugal | 2 h 11 min 44 s |
| Médaille de bronze | Fernando Pimenta | Portugal | 2 h 12 min 02 s |

| Rang               | Athlète         | Pays     | Temps           |
| ------------------ | --------------- | -------- | --------------- |
| Médaille d'or      | Renáta Csay     | Hongrie  | 2 h 01 min 02 s |
| Médaille d'argent  | Stefania Cicali | Italie   | 2 h 01 min 54 s |
| Médaille de bronze | Berenike Faldum | Bulgarie | 2 h 02 min 42 s |

#### K2
| Rang               | Athlète                        | Pays           | Temps           |
| ------------------ | ------------------------------ | -------------- | --------------- |
| Médaille d'or      | Iván Alonso Emilio Merchán     | Espagne        | 2 h 02 min 15 s |
| Médaille d'argent  | Walter Bouzan Álvaro Fernández | Espagne        | 2 h 02 min 17 s |
| Médaille de bronze | Simon van Gysen Jasper Mocke   | Afrique du Sud | 2 h 02 min 30 s |

| Rang               | Athlète                      | Pays    | Temps           |
| ------------------ | ---------------------------- | ------- | --------------- |
| Médaille d'or      | Renata Csay Ramóna Farkasdi  | Hongrie | 1 h 54 min 41 s |
| Médaille d'argent  | Stefania Cicali Anna Alberti | Italie  | 1 h 54 min 51 s |
| Médaille de bronze | Réka Hagymási Vanda Kiszli   | Hongrie | 1 h 55 min 34 s |

#### C1
| Rang               | Athlète          | Pays      | Temps           |
| ------------------ | ---------------- | --------- | --------------- |
| Médaille d'or      | Manuel A. Campos | Espagne   | 2 h 05 min 31 s |
| Médaille d'argent  | Peter Nagy (en)  | Hongrie   | 2 h 05 min 48 s |
| Médaille de bronze | Matthias Ebhardt | Allemagne | 2 h 06 min 31 s |

#### C2
| Rang               | Athlète                              | Pays    | Temps           |
| ------------------ | ------------------------------------ | ------- | --------------- |
| Médaille d'or      | Oscar Grana Ramon Ferro              | Espagne | 1 h 56 min 06 s |
| Médaille d'argent  | Marton Köver Attila Gyore            | Hongrie | 1 h 56 min 15 s |
| Médaille de bronze | Manuel A. Campos José Manuel Sanchez | Espagne | 1 h 57 min 10 s |

### Moins de 23 ans

#### K1
| Rang               | Athlète            | Pays           | Temps               |
| ------------------ | ------------------ | -------------- | ------------------- |
| Médaille d'or      | Grant Van Der Walt | Afrique du Sud | 1 h 54 min 34 s 040 |
| Médaille d'argent  | Fernando Pimenta   | Portugal       | 1 h 54 min 34 s 620 |
| Médaille de bronze | Alfredo Faria      | Portugal       | 1 h 54 min 43 s 740 |

| Rang               | Athlète     | Pays           | Temps               |
| ------------------ | ----------- | -------------- | ------------------- |
| Médaille d'or      | Eva Barrios | Espagne        | 1 h 42 min 17 s 450 |
| Médaille d'argent  | Robyn Kime  | Afrique du Sud | 1 h 42 min 18 s 630 |
| Médaille de bronze | Lize Broekx | Belgique       | 1 h 42 min 27 s 690 |

#### C1
| Rang               | Athlète          | Pays    | Temps               |
| ------------------ | ---------------- | ------- | ------------------- |
| Médaille d'or      | Pierrick Martin  | France  | 1 h 45 min 46 s 120 |
| Médaille d'argent  | Eduard Shemetylo | Ukraine | 1 h 46 min 03 s 610 |
| Médaille de bronze | Alan Avila       | Espagne | 1 h 46 min 30 s 260 |

### Junior

#### K1
| Rang               | Athlète       | Pays      | Temps               |
| ------------------ | ------------- | --------- | ------------------- |
| Médaille d'or      | Adám Petró    | Hongrie   | 1 h 33 min 52 s 350 |
| Médaille d'argent  | Franco Balboa | Argentine | 1 h 33 min 59 s 090 |
| Médaille de bronze | Balázs Havas  | Hongrie   | 1 h 34 min 01 s 030 |

| Rang               | Athlète        | Pays     | Temps               |
| ------------------ | -------------- | -------- | ------------------- |
| Médaille d'or      | Tamara Takacs  | Hongrie  | 1 h 23 min 42 s 420 |
| Médaille d'argent  | Noemi Horvath  | Hongrie  | 1 h 24 min 32 s 150 |
| Médaille de bronze | Hermien Peters | Belgique | 1 h 24 min 42 s 320 |

#### K2
| Rang               | Athlète                        | Pays    | Temps               |
| ------------------ | ------------------------------ | ------- | ------------------- |
| Médaille d'or      | Lars Magne Ullvang Marius Heir | Norvège | 1 h 27 min 56 s 450 |
| Médaille d'argent  | Richárd Janza Tamas Korondy    | Hongrie | 1 h 28 min 39 s 180 |
| Médaille de bronze | Botond Czinege Balázs Havas    | Hongrie | 1 h 30 min 21 s 610 |

| Rang               | Athlète                             | Pays        | Temps               |
| ------------------ | ----------------------------------- | ----------- | ------------------- |
| Médaille d'or      | Blanka Bordács Zsofia Czellai-Voros | Hongrie     | 1 h 17 min 36 s 980 |
| Médaille d'argent  | Emilie Rosenkilde Ida Willumsen     | Danemark    | 1 h 18 min 26 s 040 |
| Médaille de bronze | Amy Ward Rebeka Simon               | Royaume-Uni | 1 h 19 min 01 s 520 |

#### C1
| Rang               | Athlète        | Pays     | Temps               |
| ------------------ | -------------- | -------- | ------------------- |
| Médaille d'or      | András Bodonyi | Hongrie  | 1 h 26 min 15 s 670 |
| Médaille d'argent  | Samuel Amorim  | Portugal | 1 h 26 min 30 s 780 |
| Médaille de bronze | Patrik Varga   | Hongrie  | 1 h 27 min 50 s 070 |

#### C2
| Rang               | Athlète                          | Pays     | Temps               |
| ------------------ | -------------------------------- | -------- | ------------------- |
| Médaille d'or      | Richard Schmidt Ádám Fekete      | Hongrie  | 1 h 19 min 52 s 970 |
| Médaille d'argent  | Nuno Quintela Samuel Amorim      | Portugal | 1 h 20 min 15 s 180 |
| Médaille de bronze | José Luis López Adrian Gonzalvez | Espagne  | 1 h 22 min 07 s 770 |

## Tableau des médailles
| Rang  | Nation         | Or | Argent | Bronze | Total |
| ----- | -------------- | -- | ------ | ------ | ----- |
| 1     | Espagne        | 4  | 1      | 1      | 6     |
| 2     | Hongrie        | 2  | 2      | 1      | 5     |
| 3     | Italie         | 0  | 2      | 0      | 2     |
| 4     | Portugal       | 0  | 1      | 1      | 2     |
| 5     | Afrique du Sud | 0  | 0      | 1      | 1     |
| -     | Allemagne      | 0  | 0      | 1      | 1     |
| -     | Bulgarie       | 0  | 0      | 1      | 1     |
| Total | Total          | 6  | 6      | 6      | 18    |